# お姫様のひみつ
『お姫様のひみつ』（おひめさまのひみつ）は、森永みるくによる日本の百合漫画作品。平凡な女子高生のシンデレラ・ストーリーをテーマにした作品である。『ピュア百合アンソロジー ひらり、』（新書館）2012年Vol.9から連載された。しかし、2014年Vol.14をもって同誌が休刊したため、残りの話は『ウェブマガジンウィングス』で発表された。単行本発売前の仮タイトルは「お嬢様のうそ」。なお、本作の単行本には2012年発売の『ひらり、別冊 部活女子アンソロジー ほうかご!』に掲載された読み切り作品も収録されている。

## あらすじ
西江美羽は、王子様のような人との恋愛を夢見る女子高生である。彼女はある時、先輩の藤原凪が不注意により校長の壺を割る光景を目撃してしまった。このことをバラされたくない凪は、美羽に「何でも言う事聞くから」黙っていてほしいと懇願する。その申し出に対し、将来のため恋愛シミュレーションをしようと考えた美羽は、「付き合ってください」と返答した。
弱みを握った美羽と握られた凪が始めた恋愛ごっこは、2人の関係を少しずつ変化させていく。

## 登場人物
西江 美羽（にしえ みう）
本作主人公。星徳女学院に通う高校1年生。
幼少期から、王子様のような素敵な人との恋愛を夢見て育ってきた。
恋愛の練習をするため、凪の弱みにつけこんで仮初めの恋人となる。
藤原 凪（ふじわら なぎさ）
本作もう一人の主人公。星徳女学院に通う高校2年生。祖父がイギリス人のクォーター。
バレー部ではエースを担う。そのルックスの良さから学院のアイドル的存在であり、多くのファンを抱える。
壺を割ったことを黙っててもらう代わりに、美羽との恋愛ごっこを受け入れた。
香（かおり）
美羽の同級生。メガネをかけている。
密かに凪へ恋心を寄せていたが、美羽の気持ちを知ってからは応援する立場に回った。
広沢（ひろさわ）
凪の同級生。バレー部所属。
凪と並ぶ学院のアイドル的存在であり、多くのファンを抱える。
長井（ながい）
凪の家の家政婦長。

## 書誌情報
- 森永みるく 『お姫様のひみつ』 新書館〈ひらりコミックス〉、全1巻
  1. 2015年5月30日発売[4] ISBN 978-4-403-62197-0